# Carlo Mayr
Francesco Carlo Mayr (Ferrara, 5 ottobre 1810 – Ferrara, 24 luglio 1882) è stato un avvocato e politico italiano di primo piano nel periodo risorgimentale.

## Biografia
Figlio di Giuseppe e Maddalena Beltramini, si impegnò nella lotta risorgimentale.
Fu Deputato della Costituente della Repubblica Romana, Presidente della Provincia di Ferrara e membro della commissione di Governo nel 1848-49, per poi diventare in quest'ultimo anno Ministro dell'interno della Repubblica Romana.
Condannato a morte andò in esilio. Dopo essere tornato al successo morì per una congestione cerebrale.
Oltre alla sua casa a Ferrara è ricordato per il suo busto sul Gianicolo a Roma tra i benemeriti della patria.